# Telamonia albonigra
Telamonia albonigra är en spindelart som beskrevs av Pelegrín Franganillo Balboa 1925. 
Telamonia albonigra ingår i släktet Telamonia och familjen hoppspindlar. Inga underarter finns listade i Catalogue of Life.